# Айова (плем'я)

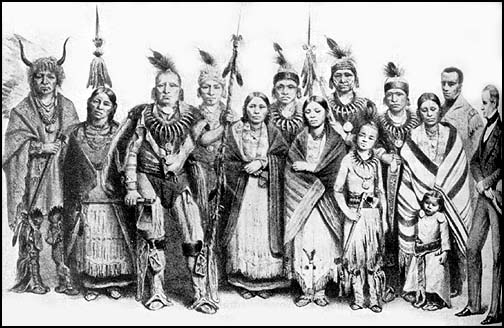
Гравюра 1844 року. Люди племені Айова.

Айова (англ. Iowa Iowa, самоназва Bah-Kho-Je) — один з південно-західних сіумовних америндських народів, що входять до групи «чивере».

## Назва

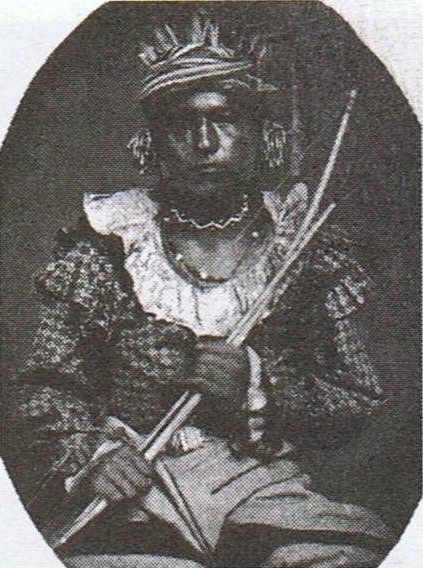
Індіанець племені айова. 1847 рік

Вважається, що назва племені пішло з мови сіу — айукхаба в санті, янктонів і айукхва у лакота. Хоча їх зазвичай перекладають як Сонні або Запилюжені голови, лінгвістично це ніяк не підтверджується. Лінгвістичні свідоцтва і перекази доводять, що айова відкололися від віннебаго, які, судячи з усього, були материнським стовбуром деяких інших південно-західних сіумовних племен. Найбільш близькими до айова були ото і міссурі, відмінність у мовах яких була мінімальна. Вожді айова повідомляли, що їхній народ, ото, міссурі, омахи і понкі «колись були частиною нації віннебаго». За легендами цих племен, у ранній період вони прийшли зі своєї батьківщини, що розташовувалася на північ від величезних озер, але віннебагі зупинилися на узбережжі великого озера (озеро Віннебаго). Їхню увагу привернула велика кількість риби. Водночас інші продовжили шлях на південний захід до Міссісіпі. Тут від основної групи відділилися айови й отримали назву паходжа або сірий сніг, яке закріпилося за ними, але білим людям вони стали відомі як айова.

## Історія

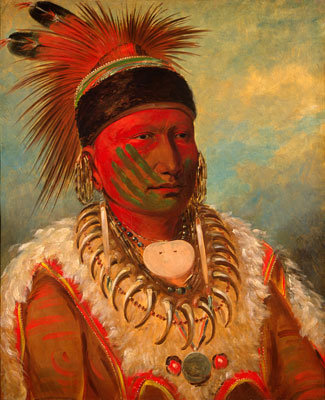
Біла хмара — вождь племені айова в 1844—1845 роки

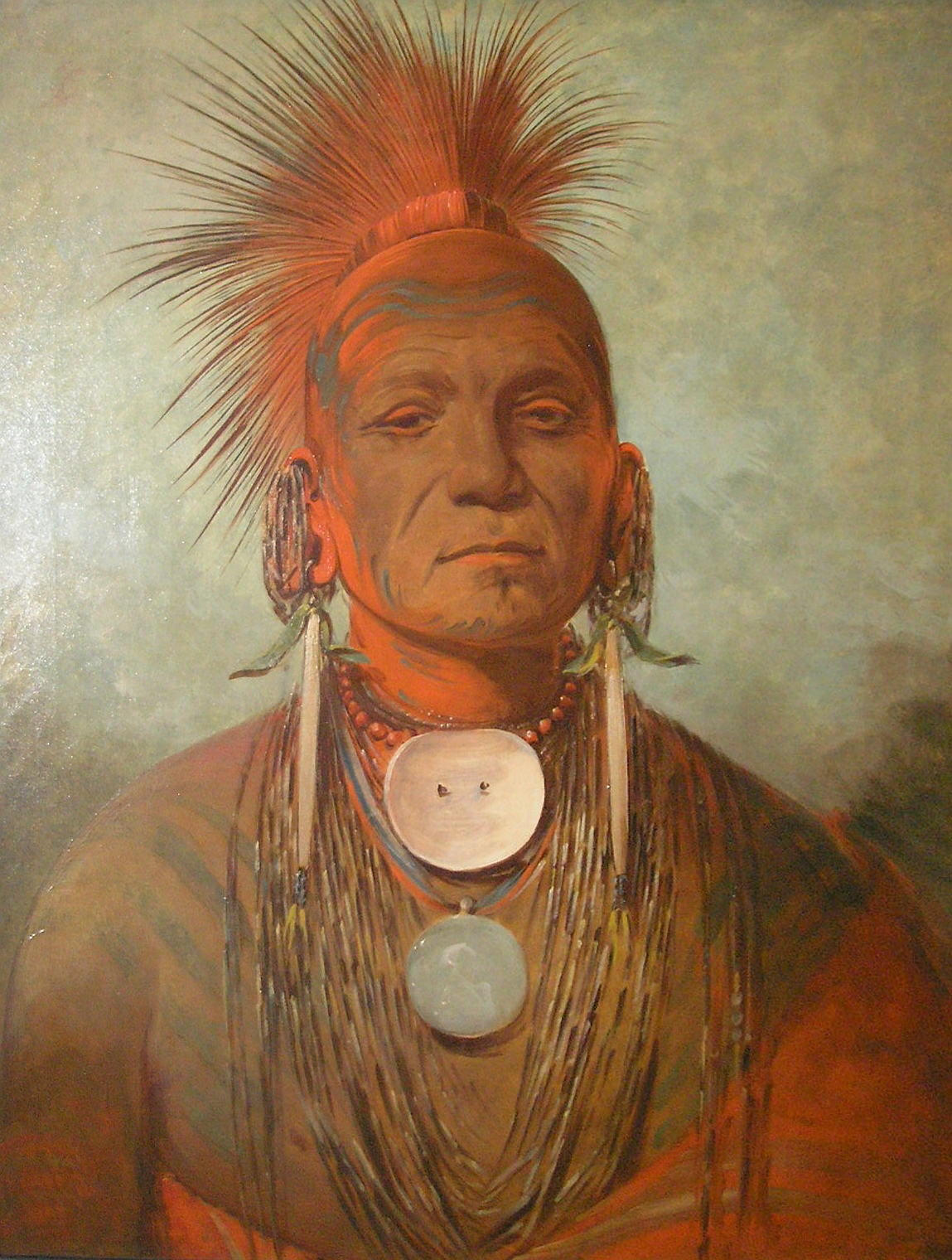
Шаман племені в 1844—1845 роках. Джордж Кетлін. Національна галерея Вашингтона

Першим європейцем, який згадав айовів, був єзуїт Луї Андре, який зустрів їх у селі віннебагів у 1676 році. Пізніше, у 1685—1686 роках, із ними торгував Ніколя Перро. В цей час і в наступні півстоліття вони перебували в союзі з сіу і воювали з ілінойями, фоксами, потаватомі, сауками, маямі, кікапу та піанкішо. Пізніше союз із сіу розпався. У XVIII столітті айови брали участь у війнах між французами та англійцями, а потім між англійцями та американцями.
Спочатку поселення айовів розташовувалися на Міссурі вище річки Платт, але до 1804 року вони займали лише одне село на Платт. У ньому мешкало 800 чоловік, включаючи 200 воїнів. Айови вели торгівлю з людьми із Сент-Луїса в торгових постах на річках Платт і Гранд-Немаха і своєму селищі, обмінюючи шкури бобра, видри, єнота, оленя і ведмедя. Вони вирощували кукурудзу, боби та інші культури.

Брекенрідж повідомляв у 1811 році про скоєні айовами грабежі білих мисливців: 
 Такі випадки в минулому були справою звичайною. Мені показали декілька місць, де сталися пограбування, часом вони закінчувалися вбивствами. 
 Він також згадував про жорстоку війну між айовами та осейджами. На початку квітня 1811 року дві сотні осейджів повернулися у своє селище біля форту Осейдж зі скальпами кількох жінок і дітей племені айова. Останні, зі свого боку, часто нападали на селище малих осейджів і навіть змусили їх перенести його вгору на річці. 
Період між війною 1812 року і переселенням племені в резервацію в 1837 році був непростим для айовів через їхню колишню дружбу з англійцями. Крім того, вони нерідко потерпали від нападів із боку сіу, сауків і фоксів. Після закінчення війни 1812 року уряд США передав землі айовів, що лежали вздовж нижньої частини річки Міссурі, ветеранам. Білі поселенці протестували, навіть якщо айови наближалися до їхніх поселень із мирними намірами. Білі люди побоювалися сусідства з ними і не приховували бажання знищити їх.
У 1824 році айови поступилися всіма своїми землями на Міссурі, а в 1836 році їм була визначена резервація на північному сході Канзасу, з якої пізніше частина племені перемістилася в центральну Оклахому. У 1840 році кілька айовів здійснили подорож до Вашингтона, звідки частина з них вирушила до Європи (Великої Британії та Франції), де під керівництвом Джорджа Кетліна вони виконували танці і церемонії для публіки. Молоді воїни продовжували покидати резервацію до кінця 1850-х років, нападаючи на омахів і мауні. Під час громадянської війни 46 айовів служили розвідниками в армії Півночі. Пізніше, за угодою 1890 року, резервація племені була розділена на наділи, передані айовам у власність, а надлишки земель віддали білим поселенцям.